# Alopias vulpinus
Il pesce volpe o squalo volpe (Alopias vulpinus Bonnaterre, 1788) è uno squalo lamniforme della famiglia degli Alopidi.
Coi suoi 6 m di lunghezza, rappresenta la specie più grande fra le tre ascritte al genere Alopias; la metà della lunghezza totale, tuttavia, spetta alla parte superiore della caratteristica coda, che l'animale utilizza come scudiscio per stordire e sopraffare le prede. Molto diffuso nei mari tropicali, lo squalo volpe nuota spesso in superficie in aree costiere, ma è presente anche alla profondità di 350 m. Lo si osserva meglio dall'imbarcazione o con un semplice aeratore in mare aperto. Normalmente non attacca l'uomo, ma se ferito e preso all'amo può dare poderosi colpi di coda.

## Tassonomia
Già Aristotele, nel suo Historia Animalia, parlava dello squalo volpe: il pensatore e scienziato greco descriveva questi squali come animali molto astuti, particolarmente abili nello sfuggire ai pescatori (ad esempio rompendo le lenze a morsi) e dall'abitudine di ingoiare i propri piccoli per proteggerli (credenza probabilmente basata sul ritrovamento di embrioni prossimi alla nascita all'interno del corpo di qualche femmina). Comportamenti del genere portarono Aristotele a ritenere questo squalo estremamente furbo e a chiamarlo perciò ἀλώπηξ (alṓpēx, "volpe" in greco antico), da cui derivano sia il nome comune che quello scientifico.

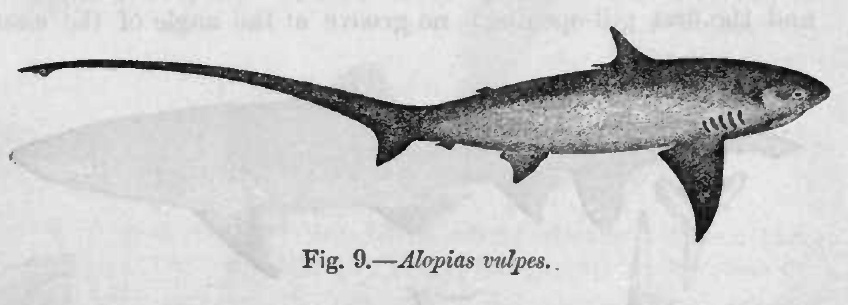
Disegno di squalo volpe risalente al 1889.

La specie venne descritta scientificamente per la prima volta dal naturalista francese Pierre Joseph Bonnaterre, il quale nel 1788 la classificava nel suo Tableau encyclopédique et méthodique des trois règnes de la nature col nome di Squalus vulpinus, dal latino vulpes, col significato di "volpe". In seguito la specie venne riclassificata e ascritta al genere Alopias da Rafinesque col nome di Alopias macrourus ("dalla grande coda"). Tuttavia, secondo le regole dell'ICZN, il nome valido rimase quello assegnato per primo in termini cronologici, ed essendo stato appurato che lo squalo volpe non era strettamente imparentato con le altre specie del genere Squalus, il nome scientifico divenne Alopias vulpinus.

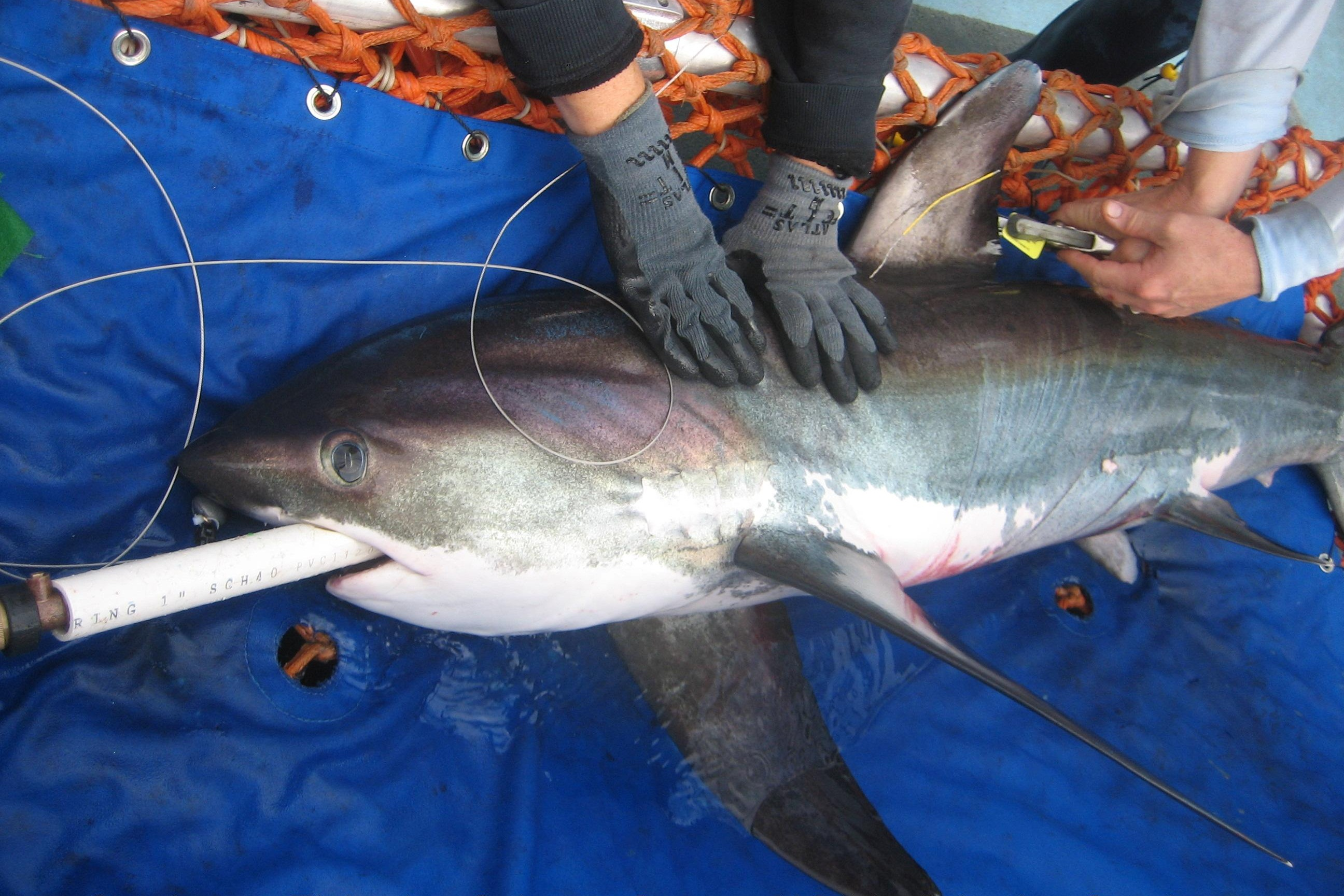
Un esemplare catturato che viene studiato

Nell'ambito del genere Alopias lo squalo volpe comune rappresenta un clade basale prossimo a quello comprendente le altre due specie (Alopias superciliosus e A. pelagicus) e comprendente anche un'ipotetica quarta specie identificata in base all'analisi degli allozimi di un campione di tessuto muscolare ritenuto inizialmente di A. pelagicus.

## Descrizione

### Dimensioni
È la specie più grande della famiglia degli Alopiidae. Generalmente misura attorno ai 3-4 metri di lunghezza per un peso di 230–250 kg, ma può crescere ben al di là di tali misure: il record di lunghezza è di 7,60 m, di peso è di 510 kg ed appartiene a una grossa femmina.

A parità di età le femmine sono più grandi e robuste dei maschi.

### Aspetto

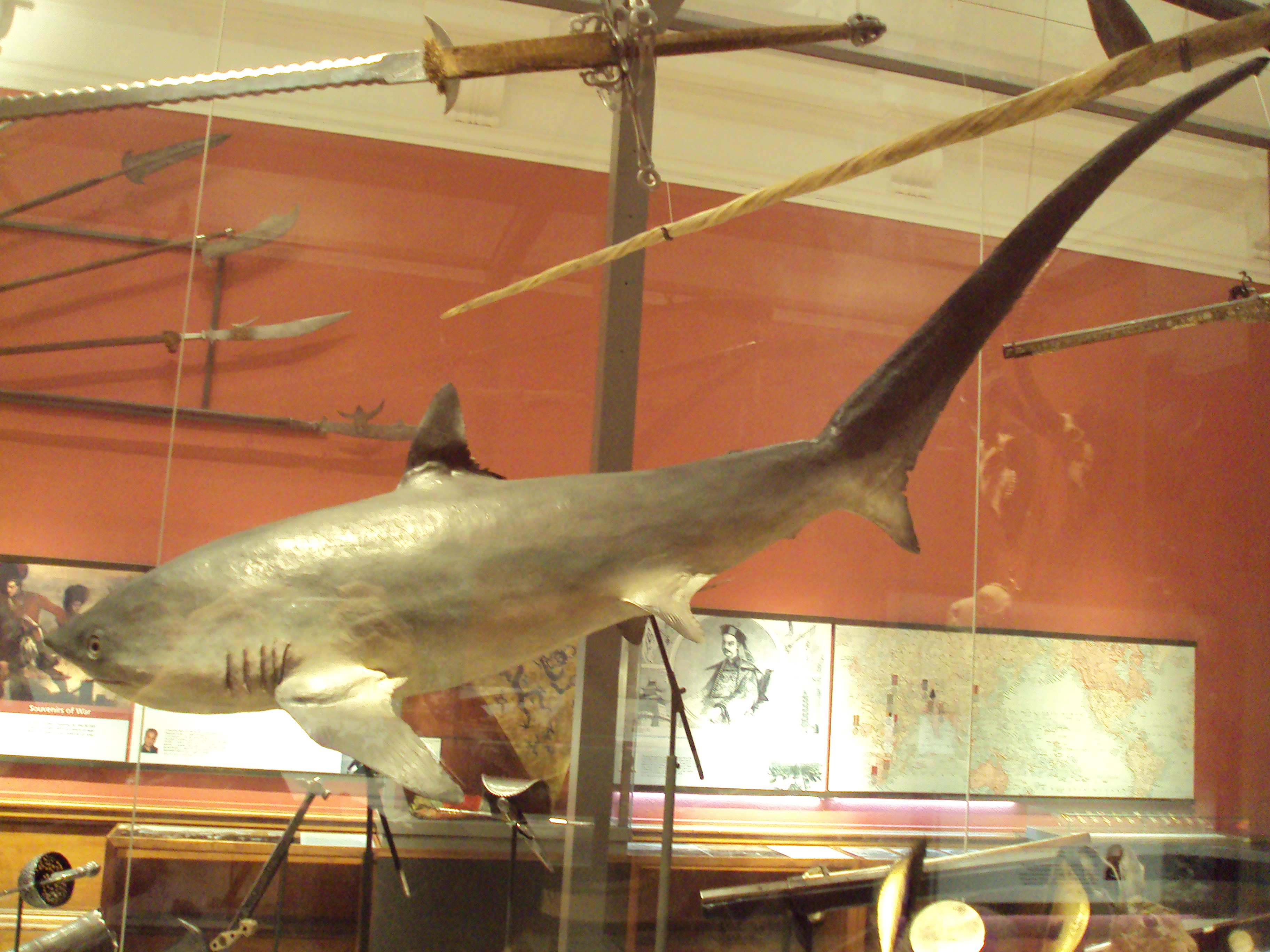
Uno squalo volpe conservato al Kelvingrove Museum di Glasgow lascia osservare tutte le caratteristiche salienti della specie.

Il corpo è tozzo e siluriforme, con testa tozza e larga dal profilo dorsale convesso, munita di muso conico. Gli occhi sono di medie dimensioni, la bocca è relativamente piccola e provvista di una piccola scanalatura a ciascun lato (presente anche in Alopias pelagicus, ma assente in A. superciliosus); in essa trovano posto 20 file di denti nella mascella e 21 nella mandibola, piccoli, dalla forma allungata con fine seghettatura sul margine, senza cuspidi laterali (osservabili invece in Alopias pelagicus). Le scaglie sono di tipo placoide, leggermente sovrapposte fra loro e molto piccole (0,21 mm di diametro). Gli archi branchiali sono 5, piuttosto piccoli e posti lateralmente sul corpo, quasi in posizione inferiore; gli ultimi due sono posizionati oltre l'attacco delle pinne pettorali.

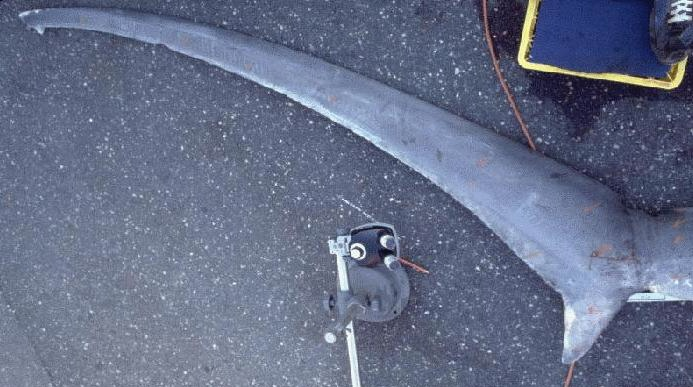
Pinna caudale di squalo volpe.

Queste ultime sono insolitamente lunghe e di aspetto falciforme, mentre le pinne pelviche sono quadrangolari e di piccole dimensioni. È piccola anche la seconda pinna dorsale, mentre la prima è di medie dimensioni e si innesta con il margine anteriore in corrispondenza di quello posteriore delle pettorali. Ciò che colpisce di più è la pinna caudale, eterocerca nella sua parte superiore, che arriva ad essere lunga quanto il corpo e presenta un'espansione triangolare nella sua parte finale.
Come altri squali pelagici della famiglia Lamnidae, lo squalo volpe possiede una striscia di tessuto muscolare striato a respirazione aerobica su ciascun fianco; tale tessuto è in grado di emettere calore tramite contrazione continua e prolungata nel tempo. Oltre a questa caratteristica, condivisa con le due specie congeneri, la specie presenta anche muscoli striati posti in profondità nel torso e collegati a una rete mirabile di capillari che consente uno scambio quasi immediato del calore prodotto. In tal modo l'animale è in grado di mostrare un certo grado di omeotermia, con la temperatura corporea che generalmente supera quella esterna in media di circa 2 °C (anche se tale valore varia in maniera significativa da individuo a individuo).

A differenza delle altre due specie congeneri (ed in particolare di Alopias superciliosus, in cui tale struttura è particolarmente sviluppata), lo squalo volpe è privo di una seconda rete mirabile fra gli occhi e il cervello, con funzione protettiva nei confronti dei primi, in quanto avente funzione di ammortizzare gli sbalzi di temperatura dovuti al movimento verticale dell'animale nella colonna d'acqua.
Lo squalo volpe è di colore bruno-grigiastro con riflessi metallici sui fianchi, che tende a scurirsi sino a diventare quasi nero man mano che si procede verso il dorso; a livello delle pinne pettorali e del peduncolo caudale sono presenti macchie di colore più scuro, la pinna dorsale è di un caratteristico colore verde scuro (nelle altre specie di squalo volpe è solitamente di colore violaceo). Il ventre è biancastro, così come la base delle pinne pettorali (che in Alopias pelagicus è invece dello stesso colore del dorso) e la zona sotto gli occhi.. Dopo la morte il corpo perde i suoi riflessi metallici e il colore vira velocemente verso il grigio.

## Biologia
Si tratta di grandi nuotatori solitari, che percorrono instancabilmente gli oceani alla ricerca di cibo: sebbene sia possibile osservarli in coppie o in gruppetti, gli assembramenti sono il più delle volte dovuti alla presenza di un'abbondante fonte di cibo nelle vicinanze. A volte questi squali si esibiscono in salti e acrobazie fuori dall'acqua, similmente a quanto osservabile in molti cetacei; si pensa che questo insolito comportamento abbia la stessa funzione del breaching di questi ultimi, oppure qualche ruolo nella lotta contro i parassiti.

Fra i parassiti finora descritti figurano varie specie di copepodi (nove specie del genere Nemesis, che colpiscono le branchie, Gangliopus pyriformis, Bariaka alopiae e Kroeyerina benzorum), il protozoo Giardia intestinalis, i cestodi Paraorygmatobothrium exiguum e Sphyriocephalus tergetinus, e, anche se eccezionalmente, Campula oblonga.

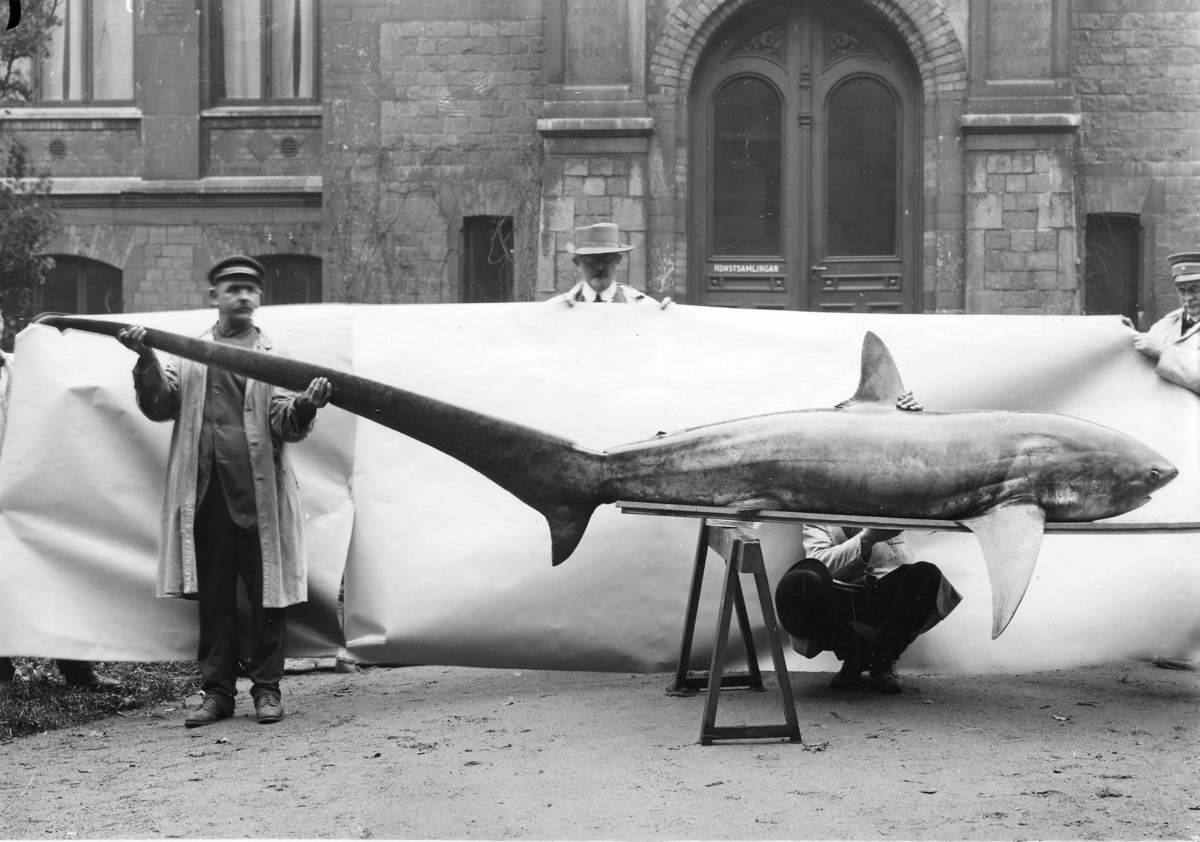
Esemplare femmina lungo 4,47 m rinvenuto in Svezia

Sebbene si tratti di un predatore posto all'apice della catena alimentare, lo squalo volpe (ed in particolare gli esemplari giovani) può cadere preda di altri squali di maggiori dimensioni. Anche alcune popolazioni di orca sono state osservate cacciarlo attivamente al largo della Nuova Zelanda.
Una leggenda comune fra i pescatori vede lo squalo volpe come inseparabile amico-nemico del pesce spada: i due animali sarebbero soliti affrontarsi a colpi di coda e spada e spesso collaborerebbero nella caccia alle balene. Qui i resoconti diventano discordanti: mentre in una versione lo squalo volpe distrarrebbe la preda nuotando in cerchio attorno ad essa e fendendo l'acqua con la coda per permere al pesce spada di infilzare indisturbato un punto vulnerabile della balena, nell'altra il pesce spada si piazzerebbe verticalmente sotto la balena, mentre lo squalo volpe, saltando sul dorso di quest'ultima e martellando con la coda, la spingerebbe a infilzarsi sulla spada. Altri racconti descrivono lo squalo volpe come cacciatore solitario di cetacei, che aggredirebbe tagliando loro grossi pezzi di carne con la coda.

Tuttavia, né lo squalo volpe, né tantomeno il pesce spada possiedono una dentizione adatta a sopraffare balene e a nutrirsi della loro carne. Probabilmente i racconti hanno avuto origine da avvistamenti di orche (la cui alta pinna dorsale potrebbe essere stata confusa con la pinna caudale di uno squalo volpe, e che effettivamente annoverano fra le proprie prede anche le balene) nei pressi di qualche balena uccisa e dal ritrovamento di rostri di pesce spada conficcati nel corpo di qualche balenottera, probabilmente dovuti a un incidente causato dalle scarse doti di frenata di questo pesce.

### Alimentazione
La quasi totalità (fino al 97%) della dieta dello squalo volpe è costituita da piccoli pesci ossei pelagici gregari, come aringhe, sgombri, aguglie, pesci serra e pesci lanterna. Di tanto in tanto essi si cibano anche di prede più grandi (come i sauri), così come di calamari e di altri invertebrati pelagici.

Gli squali volpe tendono ad essere abbastanza selettivi ed abitudinari per quanto riguarda le prede, concentrandosi su poche specie, ma diventano più opportunisti nei periodi caldi, dovuti all'influenza di El Niño: ad esempio, le popolazioni californiane si nutrono principalmente della sardina Engraulis mordax, ma durante i periodi più caldi cacciano anche altre prede solitamente occasionali, come Sardinops sagax, Merluccius productus, Scomber japonicus e anche invertebrati come Loligo opalescens e Pleuroncodes planipes.
Per cacciare, lo squalo volpe si serve della lunga coda per fendere l'acqua, compattando così i banchi e potendosi nutrire agevolmente attraversandoli senza farli disperdere; spesso quest'azione viene svolta in coppie o in piccoli gruppi, che non sono precostituiti ma si incontrano casualmente sul luogo del banchetto.

Nell'immaginario collettivo lo squalo volpe utilizza la lunghissima coda per menare fendenti e scudisciate sulle prede. A supporto di tale credenza vi sarebbero alcuni avvistamenti di squali intenti a compiere questo gesto: nell'inverno 1865 l'ittiologo irlandese Harry Blake-Knox avrebbe osservato uno squalo volpe dilaniare a colpi di coda e poi mangiare una strolaga maggiore (testimonianza giudicata poco verosimile, poiché si ritiene che la coda dello squalo volpe non possieda muscolatura sufficiente ad esercitare una forza tale da provocare lesioni), mentre il 14 aprile 1923 un altro esemplare lungo attorno ai due metri colpì con la coda alcuni Atherinopsis californiensis sotto gli occhi dell'oceanografo W. E. Allen. Inoltre, il fatto che non sia raro trovare questi squali impigliati agli ami dei palamiti per la coda lascia supporre che ciò avvenga quando l'animale tenta di colpire con la coda le prede prese all'amo.

### Riproduzione

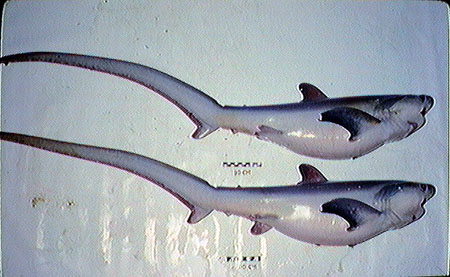
Due esemplari neonati di squalo volpe.

Si tratta di squali ovovivipari. La femmina dà alla luce un numero di piccoli che va da due a sette (nelle popolazioni del Pacifico le nidiate contano solitamente un numero pari di piccoli, mentre nelle popolazioni dell'Atlantico il numero è solitamente dispari). L'accoppiamento avviene solitamente nei mesi estivi, dimodoché il parto capiti in un periodo favorevole dell'anno (marzo-giugno nelle popolazioni californiane, mesi estivi in quelle mediterranee, gennaio-maggio in quelle indo-pacifiche), mentre la femmina ritorna a nord per passare l'estate. Durante la gestazione (che dura circa nove mesi) gli embrioni praticano l'ovofagia, nutrendosi delle uova non fecondate che la madre produce periodicamente. L'embrione assume le uova intere, in quanto i piccoli denti sono ricoperti da tessuto e diventano funzionali solo poco prima della nascita, probabilmente per evitare di ferire la madre durante la gestazione.
Il fatto che siano state individuate aree di nursery nel sud della California e della Spagna fa pensare che il parto avvenga in aree accuratamente scelte dalle femmine in tutto l'areale occupato dalla specie. Alla nascita i piccoli sono insolitamente grandi: misurando fino a 160 cm di lunghezza (un terzo degli adulti) per un peso di 5–6 kg. Crescono a ritmo molto veloce (fino a mezzo metro l'anno) durante i primi anni di vita; la crescita tende poi a stabilizzarsi con l'età, fino a raggiungere valori medi di una decina di centimetri all'anno negli adulti. Attorno ai tre anni i piccoli lasciano le aree di nursery (site in acque basse e calme, come baie e lagune) e si avventurano in mare aperto.

La maturità sessuale viene raggiunta ad età e dimensioni che sembrano essere differenti sia nei due sessi che nelle varie popolazioni: i maschi generalmente maturano attorno ai 5 anni d'età (2,6-3,4 m di lunghezza) in tutto l'areale occupato dalla specie, mentre le femmine maturano alcuni anni più tardi, a una lunghezza che va dai 2,6 m (Baja California) ai 4,5 m (Oceano Indiano).
Sebbene non si conosca con esattezza la speranza di vita dello squalo volpe, comparandone le dimensioni con quelle delle altre due specie (che vivono in media 20-30 anni) è stato stimato che possa vivere fino a 43 anni o anche di più.

## Distribuzione ehabitat
La specie è presente in tutti i mari temperati e subtropicali del mondo: nell'Atlantico lo si trova ad ovest da Terranova alle Antille e in Brasile e Argentina, ad est è diffuso dallo Skagerrak al Ghana. Nell'Oceano Indiano lo si trova dal Sudafrica all'Indonesia e nell'Oceano Pacifico è osservabile dal Giappone alla Nuova Zelanda a ovest e dalla Columbia Britannica al Cile ad est. È diffuso anche fra le varie isole del Pacifico, specialmente alle Hawaii (la sua presenza è inoltre particolarmente registrata nella parte del Pacifico orientale che comprende le coste americane). È invece assente dal Mar Baltico, Mar Rosso e Golfo Persico, così come dalle acque circumpolari. È abbastanza frequente nel Mediterraneo (specialmente nel Golfo del Leone), dove sembrerebbe essere stata addirittura identificata un'area di nursery lungo la costa spagnola, oltre che in almeno una parte del Mar Nero.

La sua così ampia diffusione è dovuta al fatto che gli squali volpe sono animali estremamente mobili, soliti compiere lunghe migrazioni, nella maggior parte dei casi dovute allo spostamento delle prede (che seguono le correnti oceaniche) e dirette in genere verso l'Equatore d'inverno e verso i poli d'estate. I maschi sembrano più propensi a percorrere lunghe distanze rispetto alle femmine, mentre i giovani non compiono spostamenti di una certa entità almeno fino al raggiungimento della maturità. La popolazione residente nella porzione occidentale dell'Oceano Indiano tende alla stanzialità, e sessi diversi occupano profondità diverse, segregazione che appare ancor più evidente durante i mesi in cui le femmine partoriscono.

Nonostante questa grossa tendenza ai grandi spostamenti, gli squali volpe di differenti popolazioni raramente si accoppiano fra loro: questa caratteristica è emersa dalle analisi del DNA mitocondriale, che hanno evidenziato una marcata variabilità genetica fra le popolazioni di squalo volpe dei tre oceani.
Gli squali volpe mostrano un maggiore attaccamento alle acque costiere rispetto alle due specie congeneri, tenendosi generalmente a ridosso della piattaforma continentale e rivelandosi piuttosto difficili da osservare a più di 30 km dalla costa; i giovani individui addirittura eleggono a propria dimora le acque poco profonde, come baie e insenature, dove trovano riparo dai predatori.
La maggior parte degli avvistamenti avviene vicino alla superficie, ma sono stati ripresi squali volpe fino a profondità di 550 m, e probabilmente possono spingersi anche a profondità maggiori. Mentre durante il giorno rimangono a più di 100 m di profondità, durante le ore notturne risalgono per trovare cibo.

## Rapporti con l'uomo
A dispetto delle dimensioni ragguardevoli, gli squali volpe non costituiscono pericolo per l'uomo perché non è visto come potenziale fonte di cibo. Ad ogni modo vanno avvicinati con cautela in quanto capaci di infliggere profonde ferite coi denti e di spezzare le ossa con la potente coda. Tale potenziale pericolosità viene però annullata dal fatto che questi squali si rivelano abbastanza timidi e risultano difficili da osservare per i subacquei.

Sino ad oggi sono stati registrati un solo attacco all'uomo e quattro a barche (probabilmente dovuti ad individui pescati accidentalmente e particolarmente battaglieri), oltre a una presunta aggressione a un apneista neozelandese. Circola infine un racconto riguardante un pescatore statunitense decapitato da un colpo di coda di uno squalo volpe di 5 m.

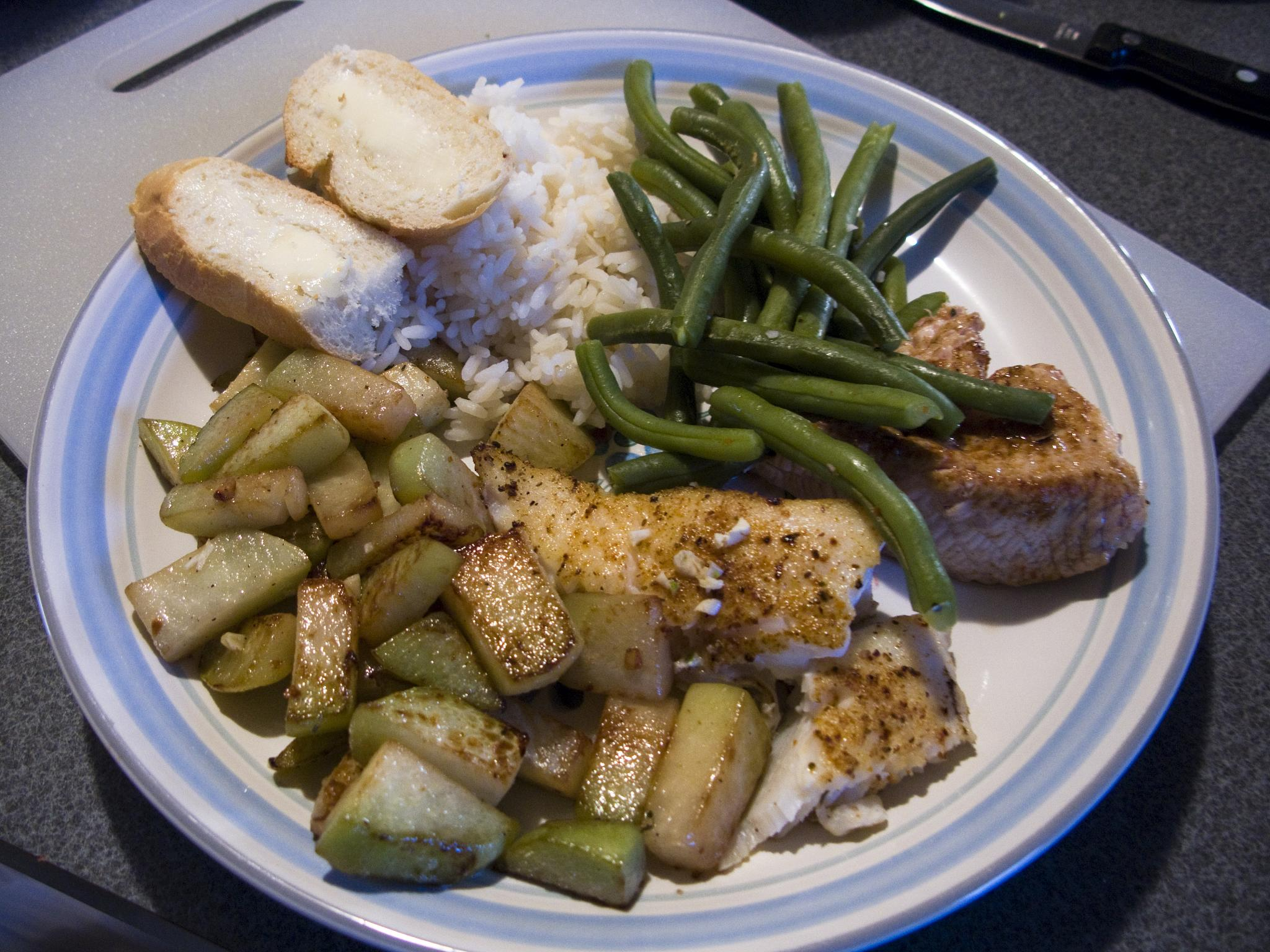
Piatto a base di squalo volpe.

L'uomo, invece, costituisce un pericolo concreto per questo squalo: gli squali volpe cadono abitualmente vittime dei palamiti e dei sistemi di pesca utilizzati per catturare i pesci spada, specie nell'Atlantico. Oltre alla pesca accidentale, esiste un fiorente business di pesca dello squalo in generale che minaccia anche questa specie: la pelle viene trattata e commercializzata sotto forma di cuoio, la carne viene salata o affumicata per il consumo umano, l'olio estratto dal fegato si usa in farmaceutica e cosmetica, ma il pezzo pregiato sono le pinne, pagate a peso d'oro sui mercati asiatici in quanto ingrediente principe della zuppa di pinne di pescecane. Perfino negli Stati Uniti sussisteva una flotta preposta alla pesca dello squalo volpe, che nel 1982 arrivò a contare 228 imbarcazioni, garantendo un pescato annuo di 1091 tonnellate. Attualmente la pesca allo squalo volpe appare in netta diminuzione, soprattutto a causa del drastico calo del numero di esemplari.

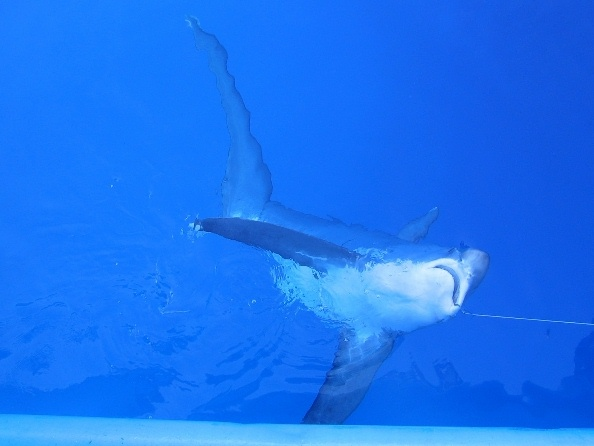
Uno squalo volpe preso all'amo.

Lo squalo volpe rappresenta anche un ambitissimo trofeo per i pescatori sportivi, poiché ritenuto (assieme allo squalo mako) un fiero avversario molto difficile da sopraffare. La pesca sportiva a questo squalo viene praticata soprattutto in California, Sudafrica e Nuova Zelanda.
Tutti questi fattori hanno fatto sì che lo status delle tre specie del genere Alopias venisse modificato nel 2007 dall'IUCN, passando da "dati insufficienti" a "vulnerabile". Per evitare di intaccare troppo le popolazioni, come accaduto in California, e per permettere a quelle rimanenti di riprendersi numericamente, alcuni governi hanno imposto precise regolamentazioni per ciò che concerne la quantità e le dimensioni degli squali volpe catturabili, in alcuni casi dichiarando fuorilegge la pratica della pesca al solo fine di ottenere le pinne. Simili provvedimenti si sono dimostrati benefici: ad esempio, la popolazione californiana ha mostrato un incremento annuo compreso fra il 4 ed il 7%.